# Frostkågetjärnen
Frostkågetjärnen är en sjö i Skellefteå kommun i Västerbotten och ingår i Byskeälven-Kågeälvens kustområde.